# Hexikon
Hexikon är ett lexikon över myter, legender och skrönor, skriven av Alf Henrikson, först utgiven 1981 med undertiteln En sagolik uppslagsbok. Medförfattare var Disa Törngren och Lars Hansson; Björn Berg illustrerade. Boken har varit mycket populär och har också kommit ut i omarbetade upplagor, samt översatts till finska.